# Ekaterina Glazyrina
Ekaterina Ivanovna Glazyrina (en russe : Екатерина Ивановна Глазырина), née le 22 avril 1987 à Tchaïkovski, est une biathlète russe dont la carrière démarre en 2007 au niveau international.

## Carrière
Elle prend part à la Coupe du monde à partir de la saison 2011, année où elle obtient un podium aux Championnats d'Europe sur l'individuel (3e). Elle monte sur son premier podium à l'occasion d'une épreuve de l'individuel le 29 novembre 2012 derrière Tora Berger et Darya Domracheva. Elle est également montée sur un podium en relais le 21 janvier 2012 à Antholz. En février 2017, à la suite du rapport Mc Laren sur la fraude aux tests antidopage organisée par les autorités locales lors des Jeux olympiques de Sotchi en 2014, elle est suspectée de dopage et se retrouve provisoirement suspendue par l'IBU. L'enquête approfondie menée par l'IBU confirme les soupçons. Convaincue de dopage elle est sanctionnée au printemps 2018 au-delà de la suspension, en étant notamment rétrospectivement disqualifiée de toutes les courses qu'elle a disputées entre le 19 décembre 2013 et le 10 février 2017.
Elle fait son retour au niveau international en 2019 lors des Championnats du monde de biathlon d'été 
à Minsk, où elle remporte le titre sur le sprint. Lors de la saison 2019-2020, elle se classe finalement deuxième de l'IBU Cup. Cependant, elle est rattrapée par les affaires de dopage passées et est de nouveau suspendue en 2020.

## Palmarès

### Jeux olympiques
| Épreuve / Édition           | Individuel | Sprint | Poursuite | Départ en masse | Relais | Relais mixte |
| Jeux olympiques 2014 Sotchi | DSQ        | —      | —         | —               | —      | —            |

Légende :
- : première place, médaille d'or
- : deuxième place, médaille d'argent
- : troisième place, médaille de bronze
- : pas d'épreuve
- — : Non disputée par Glazyrina

### Championnats du monde
| Épreuve / Édition         | Individuel | Sprint | Poursuite | Départ en masse | Relais | Relais mixte |
| Mondiaux 2013 Nove Mesto  | 7e         | 27e    | 5e        | 21e             | 4e     | —            |
| Mondiaux 2015 Kontiolahti | —          | DSQ    | DSQ       | DSQ             | DSQ    | —            |

Légende :
- : première place, médaille d'or
- : deuxième place, médaille d'argent
- : troisième place, médaille de bronze
- : épreuve inexistante à cette date
- — : épreuve pas disputée par la biathlète

### Coupe du monde
- Meilleur classement général : 22e en 2013.
- 1 podiums individuel : 1 troisième place.
- 4 podiums en relais : 2 deuxièmes places et 2 troisièmes places.

#### Podiums
| Résultat  | Individuel | Sprint | Poursuite | Départ en masse | Total |
| --------- | ---------- | ------ | --------- | --------------- | ----- |
| 1re place | 0          | 0      | 0         | 0               | 0     |
| 2e place  | 0          | 0      | 0         | 0               | 0     |
| 3e place  | 1          | 0      | 0         | 0               | 1     |

| Résultat  | Relais | Relais mixte | Total |
| --------- | ------ | ------------ | ----- |
| 1re place | 0      | 0            | 0     |
| 2e place  | 2      | 0            | 2     |
| 3e place  | 2      | 0            | 2     |

| Résultat  | Nombre |
| --------- | ------ |
| 1re place | 0      |
| 2e place  | 2      |
| 3e place  | 3      |

#### Classements en Coupe du monde par saison
| Saison              | Individuel                                                                                    | Individuel                                                                                    | Sprint                                                                                        | Sprint                                                                                        | Poursuite                                                                                     | Poursuite                                                                                     | Départ en masse                                                                               | Départ en masse                                                                               | Général                                                                                       | Général                                                                                       |
| Saison              | Points                                                                                        | Position                                                                                      | Points                                                                                        | Position                                                                                      | Points                                                                                        | Position                                                                                      | Points                                                                                        | Position                                                                                      | Points                                                                                        | Position                                                                                      |
| ------------------- | --------------------------------------------------------------------------------------------- | --------------------------------------------------------------------------------------------- | --------------------------------------------------------------------------------------------- | --------------------------------------------------------------------------------------------- | --------------------------------------------------------------------------------------------- | --------------------------------------------------------------------------------------------- | --------------------------------------------------------------------------------------------- | --------------------------------------------------------------------------------------------- | --------------------------------------------------------------------------------------------- | --------------------------------------------------------------------------------------------- |
| 2010-2011           |                                                                                               |                                                                                               | 28                                                                                            | 58e                                                                                           | 78                                                                                            | 27e                                                                                           | 26                                                                                            | 37e                                                                                           | 132                                                                                           | 43e                                                                                           |
| 2011-2012           | 38                                                                                            | 24e                                                                                           | 80                                                                                            | 38e                                                                                           | 47                                                                                            | 41e                                                                                           | 19                                                                                            | 43e                                                                                           | 184                                                                                           | 37e                                                                                           |
| 2012-2013           | 84                                                                                            | 10e                                                                                           | 78                                                                                            | 34e                                                                                           | 146                                                                                           | 20e                                                                                           | 94                                                                                            | 20e                                                                                           | 402                                                                                           | 22e                                                                                           |
| 2013-2014           | -                                                                                             | nc                                                                                            | -                                                                                             | nc                                                                                            | 20                                                                                            | 62e                                                                                           |                                                                                               |                                                                                               | 20                                                                                            | 83e                                                                                           |
| 2014-2015 2016-2017 | Disqualifiée de toutes les épreuves disputées entre le 19 décembre 2013 et le 10 février 2017 | Disqualifiée de toutes les épreuves disputées entre le 19 décembre 2013 et le 10 février 2017 | Disqualifiée de toutes les épreuves disputées entre le 19 décembre 2013 et le 10 février 2017 | Disqualifiée de toutes les épreuves disputées entre le 19 décembre 2013 et le 10 février 2017 | Disqualifiée de toutes les épreuves disputées entre le 19 décembre 2013 et le 10 février 2017 | Disqualifiée de toutes les épreuves disputées entre le 19 décembre 2013 et le 10 février 2017 | Disqualifiée de toutes les épreuves disputées entre le 19 décembre 2013 et le 10 février 2017 | Disqualifiée de toutes les épreuves disputées entre le 19 décembre 2013 et le 10 février 2017 | Disqualifiée de toutes les épreuves disputées entre le 19 décembre 2013 et le 10 février 2017 | Disqualifiée de toutes les épreuves disputées entre le 19 décembre 2013 et le 10 février 2017 |

- Courses : nombre d'épreuves disputées/nombre total d'épreuves ; Points : nombre de points en Coupe du monde ; Position : classement en Coupe du monde.
- Les épreuves des jeux olympiques et des championnats de monde sont comptabilisées par l'Union internationale de biathlon (International Biathlon Union ou IBU) comme des épreuves de coupe du monde.

### Championnats d'Europe
- Médaille de bronze du relais en 2010.
- Médaille de bronze de l'individuel en 2011.

### Championnats du monde de biathlon d'été
- Médaille d'or du sprint en 2019.
- Médaille de bronze du super-sprint en 2019.

### IBU Cup
- 2e du classement général en 2020.
- 11 podiums individuels, dont 3 victoires.

Palmarès au 29 décembre 2020